# Merel van Dongen
Merel van Dongen, född den 11 februari 1993 i Amsterdam, är en nederländsk fotbollsspelare (försvarare) som spelar för Atlético Madrid sedan 2020. Hon var en del av den nederländska landslagstruppen i världsmästerskapet i Frankrike år 2019. Hon deltog även i VM i Kanada år 2015